# Olgierd Geblewicz

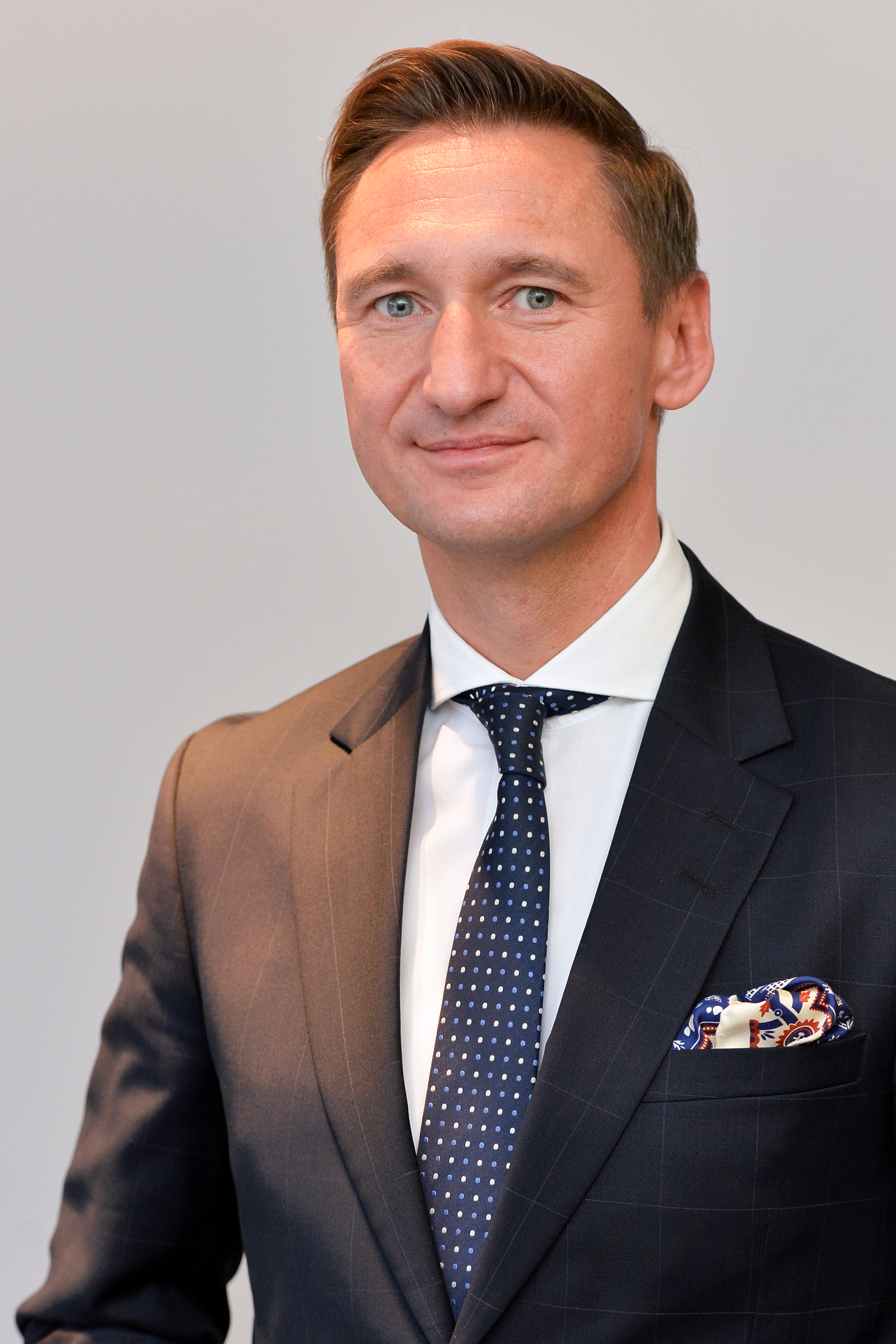
Olgierd Geblewicz (2019)

Olgierd Geblewicz (* 15. Oktober 1972 in Goleniów) ist ein polnischer Politiker (PO). Er ist seit 2010 Woiwodschaftsmarschall von Westpommern und seit 2020 Vorsitzender der Fraktion der Europäischen Volkspartei im Europäischen Ausschuss der Regionen. Von 2008 bis 2010 war er Vorsitzender des Sejmik (Woiwodschaftstags) von Westpommern.

## Leben
Geblewicz studierte Rechtswissenschaften an der Fakultät für Recht und Verwaltung der Universität Stettin und Wirtschaftswissenschaften an der West Pomeranian Business School. Er absolvierte auch ein Aufbaustudium in Betriebswirtschaft an der Universität Warschau.
Seit 2001 ist er Mitglied der Platforma Obywatelska. Im Jahr 2002 wurde er Mitglied des Stadtrats in Goleniów. In den Jahren 2006 und 2010 wurde er in den Sejmik (Woiwodschaftstag), das Regionalparlament der Woiwodschaft Westpommern, gewählt. In den Jahren 2006 bis 2008 leitete er die Fraktion der Platforma Obywatelska im Westpommerschen Regionalparlament. Am 2. Dezember 2008 wurde er Vorsitzender des Sejmik von Westpommern.
Am 29. November 2010 wurde er vom Woiwodschaftsrat zum Marschall gewählt, d. h. zum Oberhaupt der regionalen Selbstverwaltungsbehörden. Von 2010 bis 2011 war er Vorsitzender der Subregionalen Kooperationskonferenz der Ostseestaaten (BSSSC). Im Jahr 2011 wurde er Mitglied des Europäischen Ausschusses der Regionen. 2013 wurde er Vorsitzender der kommunalen Strukturen der Platforma Obywatelska in Stettin. 2014 wurde er wieder in den Woiwodschaftstag gewählt, am 1. Dezember wurde er als Woiwodschaftsmarschall von Westpommern bestätigt. Im Jahr 2016 wurde er Vorstandsvorsitzender der Vereinigung der Woiwodschaften der Republik Polen.
Bei den Kommunalwahlen 2018 wurde er wiedergewählt; er erhielt 42.494 Stimmen (23,14 %). Am 23. November 2018 wurde er erneut zum Marschall der Woiwodschaft ernannt. Im Januar 2020 wurde er zum Vorsitzenden der Fraktion der Europäischen Volkspartei im Europäischen Ausschuss der Regionen gewählt.
Im Woiwodschaftstag ist er Mitglied des Ausschusses für Landwirtschaft und ländliche Entwicklung, des Ausschusses für Haushalts- und Kommunalangelegenheiten, des Ausschusses für Gesundheit, Soziales und öffentliche Sicherheit, der vorläufigen Kommission für maritime Wirtschaft und Binnenschifffahrt und der vorläufigen Kommission für das Ehrenabzeichen des westpommerschen Greifen.
Im Europäischen Ausschuss der Regionen ist er Mitglied der Fachkommission für Unionsbürgerschaft, Regieren, institutionelle Fragen und Außenbeziehungen (CIVEX) und der Fachkommission für natürliche Ressourcen (NAT).

## Kontroverse
Am 13. Mai 2021 war der Woiwodschaftsmarschall Olgierd Geblewicz in einen Verkehrsunfall auf der S3 bei Goleniów verwickelt. Geblewcz lenkte scharf in die Fahrspur eines Lastwagens ein, bremste dann heftig und stieß mit dem hinter ihm fahrenden Lastwagen zusammen. Der gesamte Vorfall wurde von einer Videokamera aufgezeichnet. Das Ermittlungsverfahren gegen den Marschall der Woiwodschaft wurde eingestellt, obwohl der Staatsanwalt zugab, dass Olgierd Geblewicz den Tatbestand der Gefährdung der Sicherheit im Straßenverkehr erfüllt hatte.

## Auszeichnungen und Ehrungen
- Goldenes Verdienstkreuz der Republik Polen, erhalten 2012[14]
- Ehrenabzeichen für Verdienste um die lokale Regierung, erhalten 2015[15]